# Metasyleus ephippiatus
Metasyleus ephippiatus is een hooiwagen uit de familie Sclerosomatidae.